# Nagy Blanka (aktivista)
Nagy Blanka magyar társadalmi aktivista. Politikai tevékenységét a Független Diákparlamentben kezdte. 2018-ban lett közismert, miután beszédet mondott a túlóratörvény ellen szervezett több tüntetésen. Fellépése után jobboldali sajtószemélyiségek és sajtótermékek részéről lejárató kampány indult ellene. Az ennek nyomán induló pereket rendre megnyerte.  2019-ben sikertelenül indult az önkormányzati választásokon a Momentum színeiben.

## Életrajz

### Tanulmányai
A kiskunfélegyházi Móra Ferenc Gimnáziumban érettségizett. Felsőfokú tanulmányait az Állam- és Jogtudományi Karon folytatja Szegeden.

### Közéleti és politikai pályafutása
2018 decemberében részt vett és beszédet mondott a túlóratörvény ellen szervezett kecskeméti tüntetésen. Beszéde országos sajtóvisszhangot váltott ki. Később más tüntetéseken is felszólalt, ami után jobboldali sajtótermékek (így például az Origo, a Ripost, a Figyelő és a Lokál) azt a hazugságot kezdték terjeszteni róla, hogy több tárgyból is bukásra áll a gimnáziumban. Az ennek kapcsán indult pereket a lapok elvesztették.
2019 áprilisában a Pesti Srácok kiadvány egy rendezvényen befotózott a széken ülő Nagy szoknyája alá, majd a fotót közzétették. A képet később a lap törölte. Az eset kapcsán DK-s képviselők kezdeményezték, hogy büntethető legyen, ha „valakinek a hozzájárulása nélkül szexuális visszaélés vagy az illető megalázása céljából képet készítenek ruha alatti fehérneműjéről”.
2019 augusztusában csatlakozott a Momentum Mozgalomhoz.
A 2019-es magyarországi önkormányzati választáson Kiskunfélegyháza 8-as körzetében indult a képviselői pozícióért, azonban a választáson nem ő nyerte meg a választókerületet.
2020 novemberében kilépett a Momentum Mozgalomból.